# Coming Up (álbum)
Coming Up es el tercer álbum de Suede, lanzado por la disquera Nude Records en 1996. Fue el primer álbum de la banda desde la partida del guitarrista Bernard Butler, quien fue reemplazado por Richard Oakes. También es el primer disco de Neil Codling quien se unió a la banda como tecladista.
El álbum fue un éxito, llevando 5 de sus singles al top 10 y el álbum llegó al número 1 de los charts británicos, disipando así las dudas de muchos fanes sobre la nueva alineación de la banda.
Este álbum marcó un sonido distinto de Dog Man Star, su disco anterior, siendo Coming Up un disco más pop que su predecesor, con muchas más melodías y riffs de guitarras memorables.
En el año 2000, Coming Up se posicionó en el número 96 de los 100 mejores discos británicos de la historia, según Q Magazine.

## Lista de canciones
| N.º | Título                                         | Duración |  |
| 1.  | «Trash» (Anderson, Oakes)                      | 4:06     |  |
| 2.  | «Filmstar» (Anderson, Oakes)                   | 3:25     |  |
| 3.  | «Lazy» (Anderson)                              | 3:19     |  |
| 4.  | «By the Sea» (Anderson)                        | 4:15     |  |
| 5.  | «She» (Anderson, Oakes)                        | 3:38     |  |
| 6.  | «Beautiful Ones» (Anderson, Oakes)             | 3:50     |  |
| 7.  | «Starcrazy» (Anderson, Neil Codling)           | 3:33     |  |
| 8.  | «Picnic by the Motorway» (Anderson, Oakes)     | 4:45     |  |
| 9.  | «The Chemistry Between Us» (Anderson, Codling) | 7:04     |  |
| 10. | «Saturday Night» (Anderson, Oakes)             | 4:32     |  |

## Créditos

### Banda
- Brett Anderson - Voz
- Neil Codling - Teclados
- Simon Gilbert - Batería
- Richard Oakes - Guitarra
- Mat Osman - Bajo

### Personal Técnico
- Craig Armstrong - Arreglos de Cuerdas
- Dave Basscombe - Mezclado
- Ed Buller - Producción, Ingeniero, Mezclado
- Donald Christie - Fotografía
- Peter Saville - Arte de Tapa
- Gary Stout - Ingeniero
- Howard Wakefield - Diseño